# Laura Imbruglia
 (mai 2024).
Laura Imbruglia (née le 15 juin 1983 à Sydney) est une autrice-compositrice-interprète australienne de rock alternatif.

## Famille
Née d'un père italien de Lipari (Elliott) et d'une mère australienne (Maxine), elle grandit sur la Côte centrale en tant que plus jeune de quatre sœurs, dont l'une est la chanteuse et actrice Natalie Imbruglia. Laura Imbruglia insiste pour avoir sa carrière musicale indépendante de sa sœur.

## Carrière
Laura Imbruglia apprend la guitare à 14 ans et donne ses premiers concerts tantôt avec un groupe, tantôt en solo à partir de 18 ans. Elle se produit au festival Homebake en 2002. Imbruglia sort son premier EP It Makes a Crunchy Noise en septembre 2003 et fait une tournée en Australie avec le duo canadien Tegan and Sara.
Fin décembre 2005, le single My Dream of a Magical Washing Machine annonce son premier album qui sortira après quelques retards le 14 octobre 2006 et qui porte son nom. Il est publié chez Chatterbox Records/MGM, Silversonic Records (Allemagne) et Strange Ears (Danemark), les autres sortent indépendamment par son propre label Ready Freddie Records. Elle est diffusée par Triple J TV, où Looking for a Rabbit est élu clip vidéo n°2 de l'année en 2007, et sur MTV Australie. Après une tournée en Australie toute l'année 2007, elle fait une petite tournée européenne entre août et octobre 2007, qui la conduit en Allemagne, en Angleterre et au Danemark. D'autres dates européennes ont lieu en Allemagne, en Autriche et en Suisse au printemps 2008.
Elle sort son deuxième album The Lighter Side Of... en 2010, avant de déménager de Sydney à Melbourne.
En 2013, Imbruglia sort l'album country What A Treat avec un nouveau groupe composé de musiciens de Melbourne.
De 2015 à 2017, elle se lance dans une nouvelle carrière en produisant, écrivant et animant la websérie Amateur Hour, une émission artistique et culturelle épisodique basée à Melbourne, comprenant en invitation des performances d'artistes émergents et de musiciens australiens établis et des entretiens avec des créatifs.
En 2019, elle revient à la musique en sortant son quatrième album Scared Of You.

## Vie personnelle
Imbruglia grandit en écoutant Bob Dylan, The Carpenters et Queen, ce dernier étant la plus grande influence pour Imbruglia, qui a un tatouage de Freddie Mercury sur son bras droit. Elle travaillait dans un magasin de disques et aime le karaoké.

## Discographie
- It Makes a Crunchy Noise (2003) – EP
- My Dream of a Magical Washing Machine (2005) – single
- Laura Imbruglia (2006) – album
- The Lighter Side of... (2010) – album
- What A Treat (2013) – album
- Scared Of You (2019) – album